# نهر جديد (أبشار)
نهر جديد (بالفارسية: نهرجدید) هي منطقة سكنية تقع في إيران في أبشار. يقدر عدد سكانها بـ 1,124 نسمة .